# Федорівка (Поліська селищна громада)
Фе́дорівка — село в Україні, у Поліській селищній територіальній громаді Вишгородського району Київської області. Населення становить 152 осіб. 

## Історія
19 липня 2020 року, в результаті адміністративно-територіальної реформи та ліквідації Поліського району, село увійшло до складу новоутвореного Вишгородського району. 
З лютого по квітень 2022 року село було окуповане російськими військами внаслідок вторгнення 2022 року[джерело?].

## Географія
Селом протікає річка Рядинка, права притока Ужа.